# بليني
هيلديرالدو لويس بليني (بالبرتغالية: Bellini‏) هو لاعب كرة قدم برازيلي سابق من أصول إيطالية، ولد في 7 يونيو1930 في إيتابيرا في ولاية ساو باولو البرازيلية، كان قائد منتخب البرازيل الفائز بكأس العالم لكرة القدم 1958 وكذلك كان قائد منتخب البرازيل الفائز بكأس العالم لكرة القدم 1962.

## مسيرته
لعب في مسيرته الكروية مع نادي فاسكو دي غاما ونادي ساو باولو، وكان أول لاعب برازيلي يرفع كأس العالم في كأس العالم لكرة القدم 1958، ولعب في كأس العالم سنة 1962، وفي كأس العالم لكرة القدم 1966.

## روابط خارجية
- بليني على موقع الاتحاد الدولي (مؤرشف)  (الإنجليزية)
- بليني على موقع قاعدة بيانات كرة القدم.إي يو (الإنجليزية)
- بليني على موقع ناشيونال فوتبول تيمز (الإنجليزية)
- بليني على موقع عالم كرة القدم.نت (الإنجليزية)